# Codonoblepharum constrictum
Codonoblepharum constrictum là một loài rêu trong họ Calymperaceae. Loài này được Sull. Müll. Hal. mô tả khoa học đầu tiên năm 1900.